# Vanessa Vidal
Vanessa Lima Vidal, cearense natural de Fortaleza, é modelo, estuda ciências contábeis e letras/libras e foi a segunda colocada no Miss Brasil 2008 e a primeira candidata deficiente auditiva a concorrer ao título de Miss Brasil.

## Miss Brasil
Vanessa competiu com mais 27 garotas no concurso Miss Brasil 2008 transmitido nacionalmente pela Rede Bandeirantes de Televisão. A cearense ficou em segundo lugar, tornando-se assim a Miss Brasil Beleza Internacional 2008 e representando o Brasil na China. A Miss Brasil Internacional é surda e usuária da LIBRAS Língua Brasileira de Sinais.

## Miss Beleza Internacional
Para ver todas as classificações das representantes brasileiras no concurso, vá até Brasil no Miss Internacional
- Vanessa não conseguiu ficar entre as doze semifinalistas do Miss Beleza Internacional 2008 ocorrido na República Popular da China. Em relatos no Programa do Jô do dia 1 de julho,[3] ela disse ter ficado sem a sua tradutora de LIBRAS na competição, o que a prejudicou e assim, não se classificou. A vencedora da competição foi a espanhola Alejandra Andreu.

Programas
| Ano  | Título         | Papel      | Notas        |
| ---- | -------------- | ---------- | ------------ |
| 2014 | Programa do Jô | Entrevista | Participação |